# Luka Grubor
Luka Grubor, född den 27 december 1973 i Zagreb i Kroatien, är en brittisk roddare.
Han tog OS-guld i åtta med styrman i samband med de olympiska roddtävlingarna 2000 i Sydney.